# Achadinha de Baixo
Achadinha de Baixo (em crioulo Crioulo cabo-verdiano (escrito em ALUPEC): Txadinha di Baxu) é um bairro a noroeste da ilha de Santiago, em Cabo Verde. Localiza-se 40 -50 km a noroeste da capital nacional de Cabo Verde, Praia.

## Esporte
- Celtic da Praia
- GD Varanda